# James Winslow

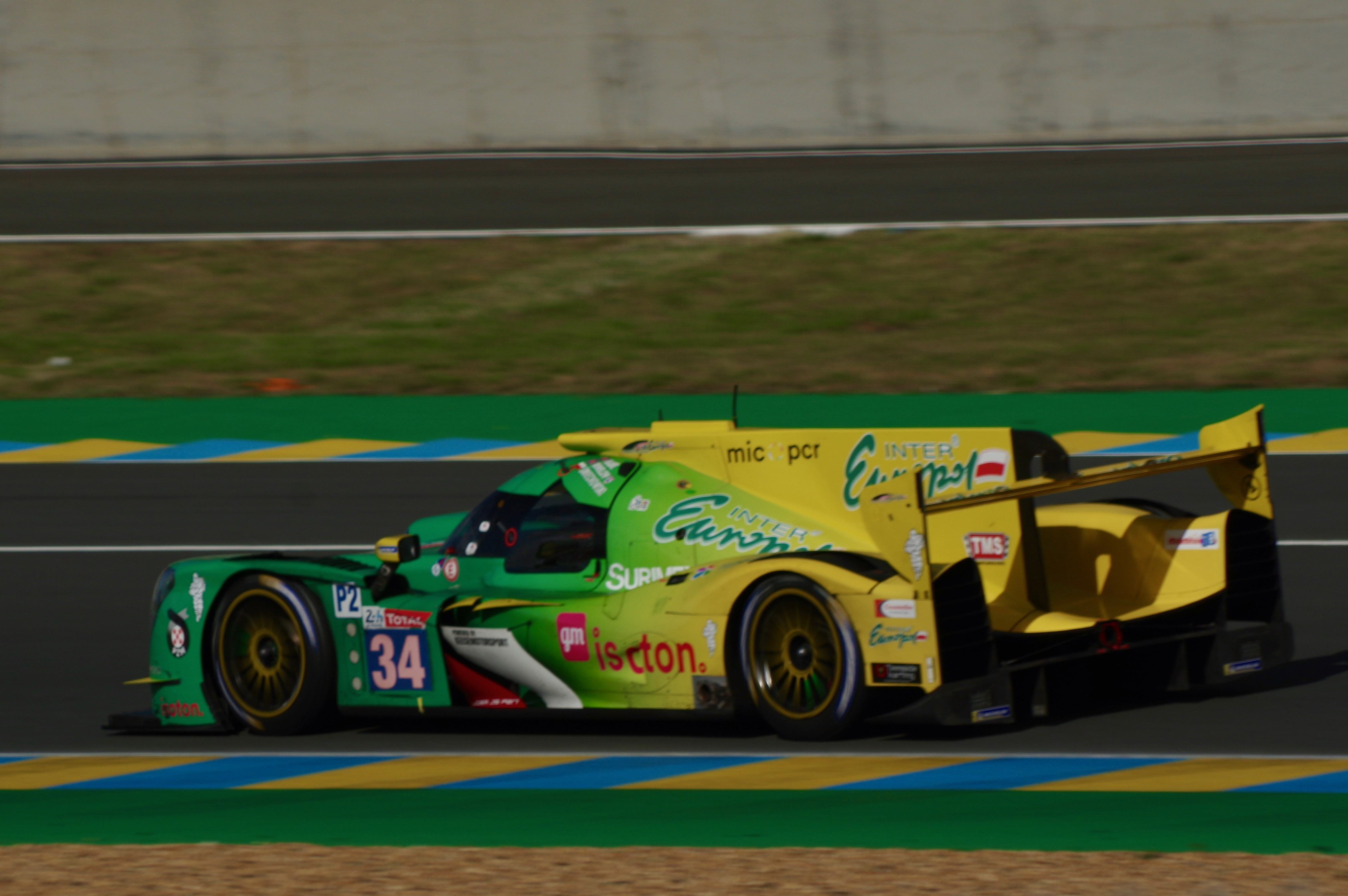
Der Ligier JS P217 von Jakub Śmiechowski, Nigel Moore und James Winslow beim 24-Stunden-Rennen von Le Mans 2019

James Peter Winslow (* 16. April 1983 in Witham, Essex, England) ist ein britischer Rennfahrer.

## Karriere
Winslow begann seine Motorsportkarriere 1998 in der britischen Formel Ford und trat auch 1999 und 2002 in dieser Serie an. 2004 nahm er an zwei Rennen der britischen Formel-3-Meisterschaft teil und wurde Neunter in der nationalen Klasse. 2005 wechselte Winslow in die asiatische Formel-3-Meisterschaft. Er gewann ein Rennen und beendete die Meisterschaft auf dem dritten Platz. 2006 trat Winslow erneut in der asiatischen Formel-3-Meisterschaft an. Er gewann 8 von 18 Rennen und schließlich auch den Meistertitel mit deutlichem Vorsprung auf Tyson Sy. Für Schlagzeilen sorgte Winslow, als er Moreno Soeprapto nach einer Kollision das Leben rettete. Soeprapto fuhr Winslow auf und hob ab. Bei dem Einschlag in die Streckenbegrenzung wurden die Treibstoffschläuche an seinem Wagen zerstört und der Treibstoff lief aus. Winslow half Soeprapto, sich aus dem Wagen, der wenig später in Flammen aufging, zu befreien, und rettete ihm das Leben.
2007 wechselte Winslow in die asiatische Formel Renault V6 und gewann mit drei Siegen auf Anhieb den Meistertitel vor Armaan Ebrahim. Außerdem startete er in der australischen Formel-3-Meisterschaft und belegte in dieser Serie mit drei Siegen den vierten Platz. 2008 trat Winslow nur in der australischen Formel 3 an. Er gewann fünf Rennen und entschied den Meistertitel für sich. Dabei setzte er sich mit 198 zu 194 Punkten gegen Leanne Tander durch.
2009 wechselte Winslow nach Nordamerika und startete für verschiedene Teams zu elf von zwölf Rennen der Atlantic Championship. Mit einem sechsten Platz als bestes Resultat beendete er die Saison auf dem achten Gesamtrang. 2010 wechselte Winslow zu Sam Schmidt Motorsports in die Indy Lights. Er nahm an 6 von 13 Rennen teil. Mit einem fünften Platz als bestes Resultat belegte er am Saisonende den 14. Platz in der Fahrerwertung. 2011 trat Winslow für Andretti Autosport zu den ersten vier Rennen der Indy Lights an. Am Ende der Saison lag er auf dem 19. Gesamtrang. Darüber hinaus nahm Winslow an sechs von sieben Veranstaltungen der australischen Formel-3-Meisterschaft teil. Mit 202 zu 210 Punkten wurde er hinter Chris Gilmour, der bei jedem Rennen an den Start ging, Zweiter.

## Statistik

### Karrierestationen
| - 1998: Britische Formel Ford - 1999: Britische Formel Ford - 2002: Britische Formel Ford - 2004: Britische Formel 3, nationale Klasse (Platz 9) - 2005: Asiatische Formel 3 (Platz 3) | - 2006: Asiatische Formel 3 (Meister) - 2007: Asiatische Formel Renault V6 (Meister) - 2007: Australische Formel 3 (Platz 4) - 2008: Australische Formel 3 (Meister) - 2009: Atlantic Championship (Platz 8) | - 2010: Indy Lights (Platz 14) - 2008: Australische Formel 3 (Platz 2) - 2011: Indy Lights (Platz 19) |

### Le-Mans-Ergebnisse
| Jahr | Team                      | Fahrzeug       | Teamkollege       | Teamkollege      | Platzierung | Ausfallgrund |
| ---- | ------------------------- | -------------- | ----------------- | ---------------- | ----------- | ------------ |
| 2014 | Caterham Racing           | Zytek Z11SN    | Michael Munemann  | Alessandro Latif | Ausfall     | Unfall       |
| 2016 | Race Performance          | Oreca 03R      | Nicolas Leutwiler | Shinji Nakano    | Rang 44     |              |
| 2017 | Graff                     | Oreca 07       | Éric Trouillet    | Enzo Guibbert    | Rang 43     |              |
| 2019 | Inter Europol Competition | Ligier JS P217 | Jakub Śmiechowski | Nigel Moore      | Rang 45     |              |
| 2021 | Racing Team India Eurasia | Ligier JS P217 | John Corbett      | Tom Cloet        | Rang 28     |              |

### Einzelergebnisse in der FIA-Langstrecken-Weltmeisterschaft
| Saison  | Team             | Rennwagen      | 1   | 2   | 3   | 4   | 5   | 6   | 7   | 8   | 9   |
| ------- | ---------------- | -------------- | --- | --- | --- | --- | --- | --- | --- | --- | --- |
| 2014    | Caterham Racing  | Zytek Z11SN    | SIL | SPA | LEM | AUS | FUJ | SHA | BAH | SAO |     |
| 2014    | Caterham Racing  | Zytek Z11SN    | DNF |     |     |     |     |     |     |     |     |
| 2016    | Race Performance | Oreca 03       | SIL | SPA | LEM | NÜR | MEX | AUS | FUJ | SHA | BAH |
| 2016    | Race Performance | Oreca 03       | 44  |     |     |     |     |     |     |     |     |
| 2017    | Graff            | Oreca 07       | SIL | SPA | LEM | NÜR | MEX | AUS | FUJ | SHA | BAH |
| 2017    | Graff            | Oreca 07       | 43  |     |     |     |     |     |     |     |     |
| 2018/19 | Inter Europol    | Ligier JS P217 | SPA | LEM | SIL | FUJ | SHA | SEB | SPA | LEM |     |
| 2018/19 | Inter Europol    | Ligier JS P217 |     |     |     |     | 45  |     |     |     |     |
| 2021    | Inter Eurasia    | Ligier JS P217 | SPA | POR | MON | LEM | BAH | BAH |     |     |     |
| 2021    | Inter Eurasia    | Ligier JS P217 | 28  |     |     |     |     |     |     |     |     |